# Rätzsee
Der Rätzsee liegt in der Mecklenburgischen Seenplatte südöstlich von Mirow und südwestlich von Neustrelitz im Süden Mecklenburg-Vorpommerns, nahe der Grenze zu Brandenburg. Er liegt vollständig auf dem Stadtgebiet Mirow. Er ist 5,5 Kilometer lang und bis zu 750 Meter breit. 
Es besteht ein Abfluss zum östlich gelegenen Gobenowsee über die Drosedower Bek, die im Nordosten den See verlässt und in südlicher Richtung fließt. Im Süden fließt dem Rätzsee aus dem Vilzsee kommend die Oberbek zu. Am sumpfigen Nordufer verbindet ein Graben das Gewässer mit dem Zirtowsee.
Die Ufer sind fast komplett bewaldet und meist mit Schilf bestanden. Im Nordosten in Drosedow und im Südwesten in Fleether Mühle befinden sich zwei FKK-Campingplätze. Der See ist für Motorboote gesperrt.
Der See wird 1241 als Radatze erstmals schriftlich erwähnt. Der Name leitet sich von einem slawischen Personennamen *Radač ab.